# Stephen Jordan
Stephen Robert Jordan est un footballeur anglais né le 6 mars 1982 à Warrington. Il évolue au poste de défenseur. Il a notamment joué pour Manchester City entre 2000 et 2007 et le Burnley FC.

## Carrière
Le 26 février 2011, Jordan est prêté pour un mois au club de Huddersfield Town.
Le 12 juillet il rejoint Fleetwood Town.